# San Jerónimo en su estudio (Jan van Eyck)
San Jerónimo en su estudio es una pintura al óleo sobre tabla atribuida al taller del pintor flamenco Jan van Eyck, fechada en 1442 (el año después de la muerte del maestro) y ahora en el Instituto de Artes de Detroit, en Detroit.

## Historia
Dado que la fecha de la pintura es posterior a la muerte de Jan van Eyck (junio de 1441), es probable que la obra, dejada sin terminar, hubiera sido completada por miembros de su taller o por su hermano Lambert.
Una obra con un tema similar se menciona en los inventarios del Palacio Medici en Florencia, que se había elaborado después de la muerte de Lorenzo de Médicien 1492. Incluso si no fuera el trabajo ahora en Detroit, este podría haber sido el prototipo de este último, ya que la pintura no se atribuye unánimemente a van Eyck. De hecho, existen sorprendentes similitudes entre esta obra y San Jerónimo en su estudio de Domenico Ghirlandaio (1480).

## Atribución
La atribución de la obra ha estado rodeada de cierta polémica. La observación con reflectografía infrarroja no logró observar un dibujo subyacente lo suficientemente claro como para disipar las dudas. Sin embargo, el análisis del soporte reveló que se trataba del panel original de la obra: durante mucho tiempo se pensó que había sido transpuesto. De hecho, desde el principio, fue pintado sobre papel y pegado sobre un panel de roble, que era una práctica relativamente común en el siglo XV.
El análisis dendrocronológico de este panel permitió determinar que la madera había sido cortada y preparada para poder pintar el panel ya en 1425. Esta fecha confirma que Van Eyck pudo comenzar a pintar la obra. Desde 1994, las atribuciones de la pintura han variado: en una exposición dedicada a Petrus Christus, se atribuyó a un colaborador anónimo familiarizado con el estudio de Van Eyck. En 1996, la historiadora de arte estadounidense Anne van Buren lo atribuyó al Maestro de la Crucifixión en Berlín. En 1998, un estudio publicado por el Museo de Detroit lo vio como un original del maestro. En 2008, Till-Holger Borchert, curador del Museo Groeninge, juzgó que se trataba de una obra del estudio.

## Descripción
La pintura representa a San Jerónimo en la representación tradicional dentro de su estudio. Lleva el traje cardenalicio y capelo, y está leyendo un libro, en un pequeño estudio repleto de numerosos objetos que muestran su erudición e intereses. Abajo delante del escritorio se muestra un león, recordando la leyenda del santo en la que le había extraído una espina de la pata al animal, que desde entonces le acompañó fielmente. La luz entra por una ventana detrás del escritorio y desde el primer plano, para iluminar cualquier detalle de la escena. Los objetos en el escritorio y los estantes incluyen un reloj de arena, una salvadera, una regla graduada, un astrolabio, numerosos libros e instrumentos de escritura, todos adecuados para el hombre idealizado del Renacimiento.